# جوني كوكس
جوني كوكس (بالإنجليزية: Johnny Cox)‏ مواليد 1 نوفمبر 1936 في فليمينغ نيون، هو لاعب كرة سلة أمريكي معتزل. بدأ مسيرته الاحترافية في سنة 1960. تم اختياره من قبل فريق نيويورك نيكس خلال الدرافت. حمل الرقم 25. يبلغ طوله 6 قدم 4 بوصة (1.9 م). اعتزل اللعب في 1963. أحرز خلال مسيرته في الإن بي إيه 573 نقطة بمعدل 7.8 نقاط في المباراة الواحدة.

## روابط خارجية
- جوني كوكس على موقع إن بي أي (الإنجليزية)
- جوني كوكس على موقع سبورتس رفرنس (الإنجليزية)
- جوني كوكس على موقع كلية كرة السلة في سبورتس رفرنس.كوم (الإنجليزية)
- جوني كوكس على موقع ريلجم (الإنجليزية)
- جوني كوكس على موقع بروبوليرز (الإنجليزية)